# In Casa
In Casa é o quinto álbum ao vivo da dupla sertaneja brasileira Guilherme & Benuto, lançado em 15 de agosto de 2024 pela Sony Music. O álbum – gravado em julho de 2023, na residência de Benuto, em Ribeirão Preto – contem 12 faixas inéditas, incluindo "Chorosa", que obteve um considerável sucesso comercial, performando entre as 60 faixas ouvidas nas plataformas de áudio e rádios de todo o país.

## Antecedentes e lançamento
Anteriormente, os irmãos mostraram uma prévia do “In Casa” com o EP “As Que Marcaram”, composto por sete medleys de regravações de clássicos sertanejos pouco explorados pela nova geração. A dupla, em seguida, começou a divulgar faixas inéditas como "De Eu Pra Eu" e "Chorosa", que mais se destacou desse projeto.
Guilherme: “Nossa ideia inicial era gravar oito inéditas, mas era tanto material, e a gente estava curtindo muito a gravação que acabamos selecionando logo doze para gravar”.
Benuto: “A gente sempre quis gravar uma resenha na nossa casa. Quando foi possível transformar isso em algo profissional, logo corremos para encontrar um dia disponível na nossa concorrida agenda. O maior desafio foi fazer o DVD durante 15 dias, na correria de shows, ensaiando nos hotéis, gravando à distância, mas graças a Deus deu tudo certo, e o público está podendo conferir um lado muito a vontade do Gui e Nuto".
Em 31 de julho, a dupla alcançou o topo das paradas do Spotify Brasil com "Torre Eiffel", uma colaboração da dupla com a cantora Manu Bahtidão.
"Meu Deus, que felicidade acordar com essa notícia, são dias e noites trabalhando incansavelmente. Quanta gratidão. Muito obrigada meus amigos compositores, influenciadores, meus amigos artistas que colocaram nossa canção em seus repertórios, meus fãs e gratidão à Ele, o meu Deus que me dá forças para que eu permaneça persistindo. É o Tecnomelody, é a música do meu Pará no topo, isso é HISTÓRICO!”

## Lista de faixas
| N.º            | Título                      | Compositor(es)                                                    | Duração |  |
| 1.             | "Chorosa"                   | Cristhyan Ribeiro Felipe Kef Matheus Marcolino                    | 2:35    |  |
| 2.             | "Término Covarde"           | Junior Gomes Lucas Ing Mateus Candotti Matheus Costa Matheus Cott | 2:33    |  |
| 3.             | "De Eu Pra Eu"              | Felipe Kef Greg Neto Jimmy Luzzo Kaique KeF Kauê Segundeiro       | 3:14    |  |
| 4.             | "Desquerer (Sobriedade)"    | Felipe Kef Kaique KeF Kel Bertin Léo Souzza Tiago Marcelo         | 2:35    |  |
| 5.             | "Não É Um Erro, É Um Vício" | Felipe Kef Kaique KeF Candotti Rodrigo Nudoze                     | 2:37    |  |
| 6.             | "Pneu e Gasolina"           | Gomes Ing Candotti Costa Cott                                     | 2:35    |  |
| 7.             | "Quem Foi da Rua"           | Ribeiro Eliabe Quexin Felipe Kef Victor Reis                      | 3:01    |  |
| 8.             | "Dose de Desapego"          | Junior Calipha Marco Aurélio Marconi Thiago Machado               | 3:07    |  |
| 9.             | "Coração Silencioso"        | Quexin Ing Marcia Araujo                                          | 2:32    |  |
| 10.            | "Terror das Namoradas"      | Felipe Kef Neto Luzzo Kaique KeF Segundeiro                       | 2:29    |  |
| 11.            | "Gotinha"                   | Felipe Viana Matheus Di Pádua Normani Pelegrini                   | 2:31    |  |
| 12.            | "Vai Faltar Eu"             | Gabriel Vittor Gui Artioli Jota Lennon Nuto Artioli               | 2:43    |  |
| Duração total: | Duração total:              | Duração total:                                                    | 32:32   |  |